# 1. slovenská národní hokejová liga 1988/1989
1. slovenská národní hokejová liga 1988/1989 byla 20. ročníkem jedné ze skupin československé druhé nejvyšší hokejové soutěže.

## Systém soutěže
Všech 12 týmů se v základní části utkalo čtyřkolově každý s každým (celkem 44 kol). Týmy na prvních dvou pozicích postoupily do kvalifikace o nejvyšší soutěž.
Týmy na posledních dvou pozicích sestoupily do 2. SNHL.

## Základní část
| Poř. | Tým                            | Zápasy | Výhry | Remízy | Prohry | Skóre   | Body |
| ---- | ------------------------------ | ------ | ----- | ------ | ------ | ------- | ---- |
| 1.   | Partizán Liptovský Mikuláš     | 44     | 29    | 8      | 7      | 186:124 | 66   |
| 2.   | Plastika Nitra                 | 44     | 30    | 3      | 11     | 208:144 | 63   |
| 3.   | Spartak ZŤS Dubnica nad Váhom  | 44     | 29    | 4      | 11     | 189:115 | 62   |
| 4.   | VTJ Topoľčany                  | 44     | 22    | 9      | 13     | 177:141 | 53   |
| 5.   | PS Poprad                      | 44     | 19    | 9      | 16     | 189:162 | 47   |
| 6.   | VTJ Michalovce                 | 44     | 19    | 9      | 16     | 160:142 | 47   |
| 7.   | ZPA Prešov                     | 44     | 20    | 3      | 21     | 169:185 | 43   |
| 8.   | Iskra Smrečina Banská Bystrica | 44     | 16    | 7      | 21     | 145:167 | 39   |
| 9.   | ZTK Zvolen                     | 44     | 12    | 11     | 21     | 154:152 | 35   |
| 10.  | Slávia Ekonóm Bratislava       | 44     | 14    | 6      | 24     | 174:232 | 34   |
| 11.  | ZŤS Martin                     | 44     | 13    | 6      | 25     | 152:191 | 32   |
| 12.  | ZVL Skalica                    | 44     | 2     | 3      | 39     | 97:245  | 7    |

- Týmy Partizán Liptovský Mikuláš a Plastika Nitra postoupily do kvalifikace o nejvyšší soutěž, ve které ale neuspěly. Z nejvyšší soutěže sestoupil Slovan Bratislava.
- Týmy ZŤS Martin a ZVL Skalica sestoupily do 2. SNHL. Postupujícím ze 2. SNHL se stal tým Štart Spišská Nová Ves.

## Kádr Partizánu Liptovský Mikuláš
- Brankaři: Babura, Ševela, Petőcz
- Hráči v poli: Bača, Červeňanský, Drengubiak, Fiala, Farkaš, M.Koniar, Muchy, Štulrajter, Záruba, Cibák, Droppa, Gažo, Halaj, Jágerský, I. Koniar, Králik, Lištiak, Majdek, Paukovček, Rakytiak, Spodniak, Šebek, Uličný, Žižka
- Trenéři: J. Šupler, A. Kalousek